# Христо Марков (политик)
 Тази статия е за депутата.  За лекоатлета вижте Христо Марков.  
Христо Марков Марков е български политик – депутат от Седмото велико народно събрание и от Тридесет и шестото народно събрание, където е секретар на парламентарната група на СДС.
Член на Демократическата партия. От 1991 г. е член на Върховния партиен съвет на партията. Един от 39-а депутати, които не подписват конституцията. Участник в гладната стачка срещу приемането на Конституцията.

## Биография
Роден е в Ардино, но е израснал в село Торос, Ловешка област. Завършва гимназия в гр. Самоков, а през 1987 г. – Българска филология в Пловдивския университет „Паисий Хилендарски“.
От 1992 до 2007 г. е председател на Сдружението на спортните клубове „Марица“ – Пловдив. От 1997 г. е председател на Областния партиен съвет на Демократическата партия, Пловдив. През 2007 г. е изключен от Демократическата партия.
През 2009 г. Пловдивският районен съд го осъжда на пробация осем месеца. Той e признат за виновен в това, че през периода от юни до август 2007 г. в Пловдив с цел да набави за себе си имотна облага е възбудил и поддържал заблуждение у Венелин Пенков и с това е причинил имотна вреда на Аена Драгова в размер на 4000 лв. Той e признат за виновен и в това, че през юни 2007 г. в гр. Пловдив е съставил неистински официален документ.
Автор е на множество статии, студии и изследвания в периодичния печат. Личният му блог toross.blog.bg е сред популярните в страната. В него авторът публикува анализи, статии, спомени, исторически студии, архивни документи. С негови дарения са издадени няколко книги на пловдивски автори (Здравко Попов, Здравко Гълъбов) и подпомогнато строителството на паметници в града.